# Сахивал
Сахи́вал (урду ساہیوال‎) — город в провинции Пенджаб, Пакистан, центр одноимённого округа. Население — 251 592 чел. (оценка на 2009 год).

## Население
По результатам переписи 1998 года в городе проживало 208 778 человек.

## Города-побратимы
- Рочдейл.